# Talavera Club de Fútbol
 (août 2020).
Si vous disposez d'ouvrages ou d'articles de référence ou si vous connaissez des sites web de qualité traitant du thème abordé ici, merci de compléter l'article en donnant les références utiles à sa vérifiabilité et en les liant à la section « Notes et références ».
Maillots
Le Talavera Club de Fútbol était un club de football espagnol basé à Talavera de la Reina.

## Histoire
Le club évolue en Segunda División B (troisième division) pendant 19 saisons : de 1982 à 1986, puis de 1993 à 2008. Il réalise sa meilleure performance lors de la saison 1996-1997, où il se classe deuxième du Groupe I, avec 19 victoires, 10 nuls et 9 défaites.
Le club disparaît en 2010 à la suite de difficultés financières.
Il est refondé sous le nom de Club de Fútbol Talavera de la Reina.

## Palmarès
- Champion de Tercera División : 1991 et 1993